# Corymbophyton bruuni
Corymbophyton bruuni (Bayer, 1995) è una specie di octocoralli dell'ordine Alcyonacea.  È l'unica specie del genere Corymbophyton e della famiglia Corymbophytidae.

## Descrizione
Il nome del genere Corymbophyton deriva dalla associazione delle parole greche korymbos, (grappolo) e phyton, (serpente), che indica la disposizione dei polipi in piccoli gruppi che derivano da uno stolone comune.
La specie ha la forma di piccoli grappoli di polipi derivanti da membrana basale simile a uno stolone. I polipi si fondono l'uno con l'altro solo lungo la metà prossimale della loro lunghezza. Gli scleriti sono aste, fusi e mazze piegate. Sclerite incolore. Sono coralli azooxantellati, cioè privi di zooxantelle endosimbionti.
Le specie studiate sono state raccolte al largo della costa sudafricana della provincia KwaZulu-Natal su fondali poco profondi..

## Tassonomia
Sulla base di uno studio pubblicato nel 2017 è stata parzialmente rivista la tassonomia del Sottordine Alcyoniina. Questo ha portato fra l'altro a riassegnare la specie endemica delle coste sudafricane  Protodendron bruuni,  ad un nuovo genere monotipico  Corymbophyton e relativa nuova famiglia chiamata Corymbophytidae.